# Salvador Santana

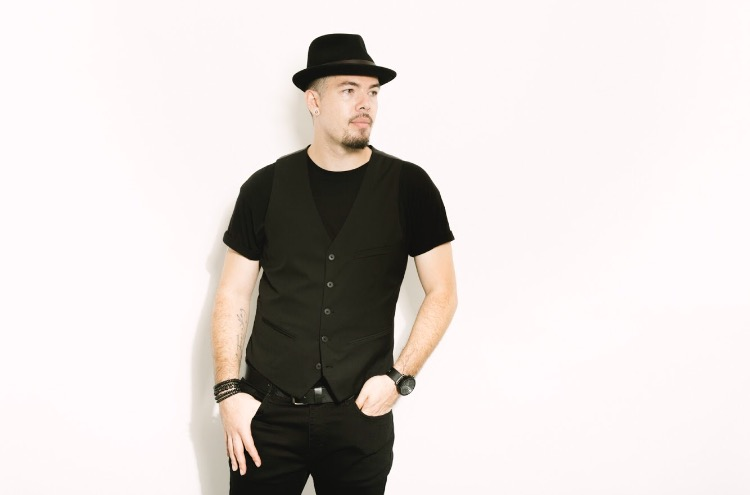
Salvador Santana

Salvador Santana (* 1983 in San Francisco) ist US-amerikanischer Musiker und Sänger, Sohn des berühmten Gitarristen Carlos Santana und dessen ehemaliger Frau Deborah.
Salvador Santana, der gegenwärtig in San Francisco an einer Kunstschule studiert, wollte schon als Junge Gitarre spielen und hat damit experimentiert; bald hat er sich jedoch auf Piano und Keyboard umorientiert und ist dabei bis heute geblieben. An der Schule lernte er einige Musiker kennen, die seine weitere Entwicklung beeinflussten und mit denen er dann eine Band gründete, die alsbald als die Salvador Santana Band benannt wurde. Zu den Musikern gehörten unter anderem Emerson Cardenas (Bass), Carla Holbrook (Gesang), Matt Heulitt (Gitarre), Tony Austin (Schlagzeug) und José Espinoza (Saxophon). Stilistisch erinnert er an den Latin-Rock des Vaters, es sind jedoch starke Elemente von Rap und Hip-Hop nicht zu überhören.
Neben diesen Einflüssen ist aber auch ein starker Hang zum Jazz spürbar. Auf seiner ersten Demo-CD, die nur online auf seiner Website zu bestellen ist, finden sich einige Kompositionen des bekannten Schlagzeugers Billy Cobham.
Einen Erfolg verzeichnete die Band im April und Mai 2006, als sie auf der Europa-Tournee von Carlos Santana diesen begleitete und als opening band bei allen 24 Konzerten auftrat.
Im August 2015 erschien sein erstes Album unter dem Namen Fantasy Reality.